# Сент-Мари-де-Шиньяк
Сент-Мари́-де-Шинья́к (фр. Sainte-Marie-de-Chignac) — коммуна во Франции, находится в регионе Аквитания. Департамент — Дордонь. Входит в состав кантона Иль-Мануар. Округ коммуны — Перигё.
Код INSEE коммуны — 24447.

## География

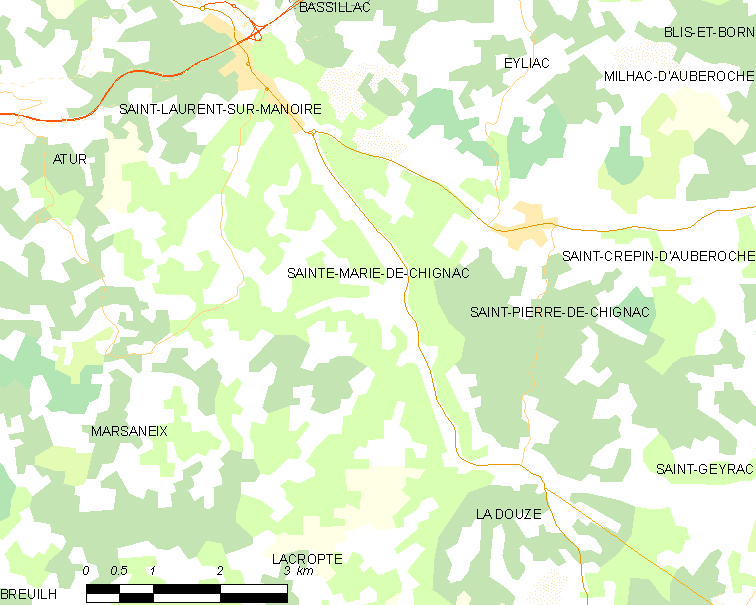
Карта коммуны

Коммуна расположена приблизительно в 430 км к югу от Парижа, в 120 км восточнее Бордо, в 11 км к юго-востоку от Перигё.
На севере коммуны протекает река Мануар.

### Климат
Климат умеренный океанический со средним уровнем осадков, которые выпадают преимущественно зимой. Лето здесь долгое и тёплое, однако также довольно влажное, здесь не бывает регулярных периодов летней засухи. Средняя температура января — 5 °C, июля — 18 °C. Изредка вследствие стечения неблагоприятных погодных условий может наблюдаться непродолжительная засуха или случаются поздние заморозки. Климат меняется очень часто, как в течение сезона, так и год от года.

## Население
Население коммуны на 2010 год составляло 591 человек.
| 1962 | 1968 | 1975 | 1982 | 1990 | 1999 | 2010 |
| ---- | ---- | ---- | ---- | ---- | ---- | ---- |
| 281  | 268  | 275  | 301  | 391  | 457  | 591  |

## Администрация
| Период | Период | Фамилия          | Партия                  | Примечания          |
| ------ | ------ | ---------------- | ----------------------- | ------------------- |
| 1944   | 1953   | Венсан Провенс   |                         | фермер              |
| 1953   | 1959   | Фернан Оди       |                         |                     |
| 1959   | 1995   | Роже Оди         | Социалистическая партия | фермер              |
| 1995   | 2008   | Жозе Симеон      |                         |                     |
| 2008   | 2020   | Бернадет Салинье | безработная             | секретарь при враче |

## Экономика
В 2010 году среди 378 человек трудоспособного возраста (15-64 лет) 313 были экономически активными, 65 — неактивными (показатель активности — 82,8 %, в 1999 году было 69,7 %). Из 313 активных жителей работали 288 человек (156 мужчин и 132 женщины), безработных было 25 (16 мужчин и 9 женщин). Среди 65 неактивных 20 человек были учениками или студентами, 25 — пенсионерами, 20 были неактивными по другим причинам.

## Достопримечательности
- Церковь Успения Пресвятой Богородицы (XII век). Исторический памятник с 2003 года[5]
- Замок Роланди (XVIII век)

## Фотогалерея

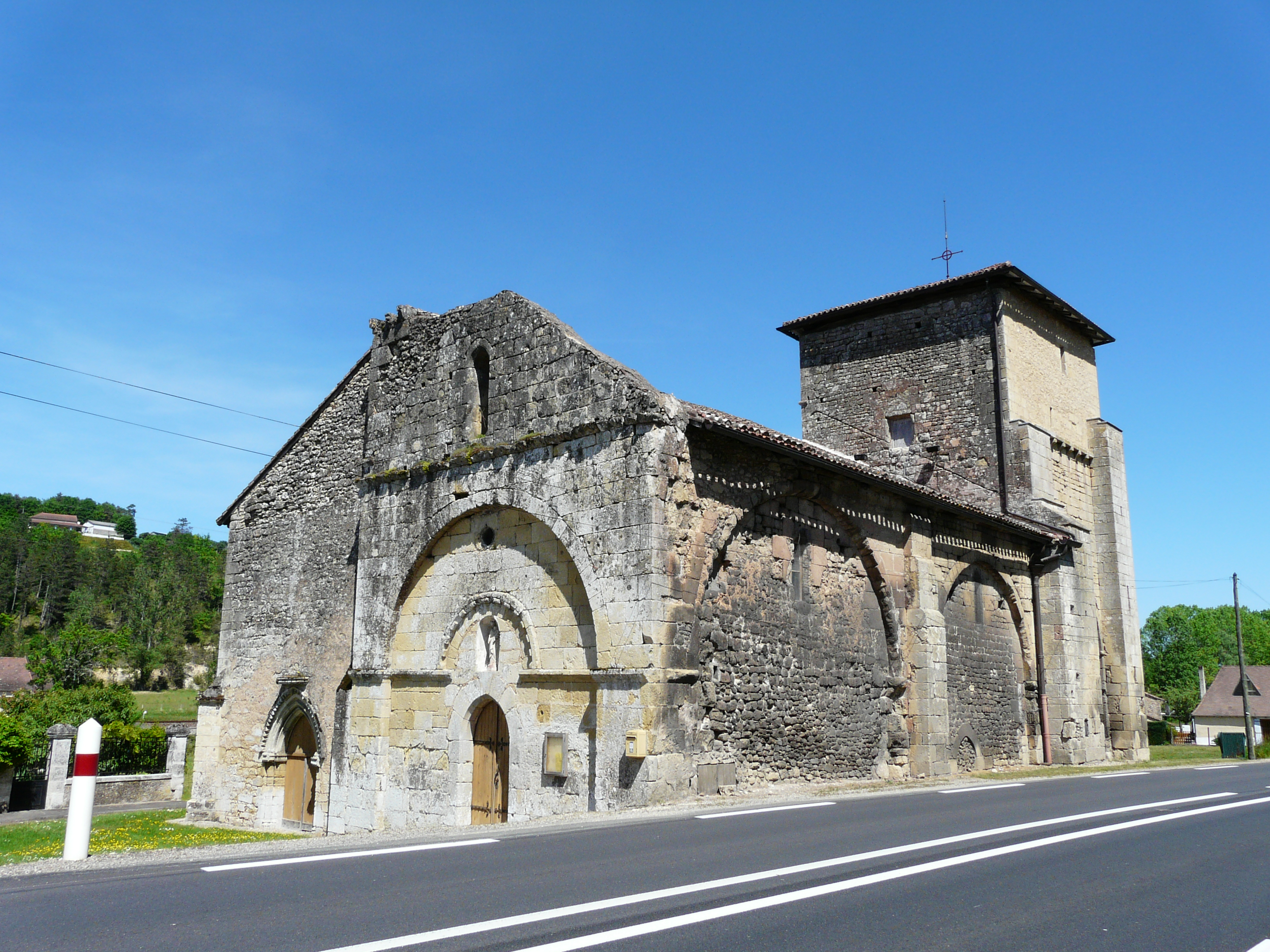
Церковь Успения Пресвятой Богородицы
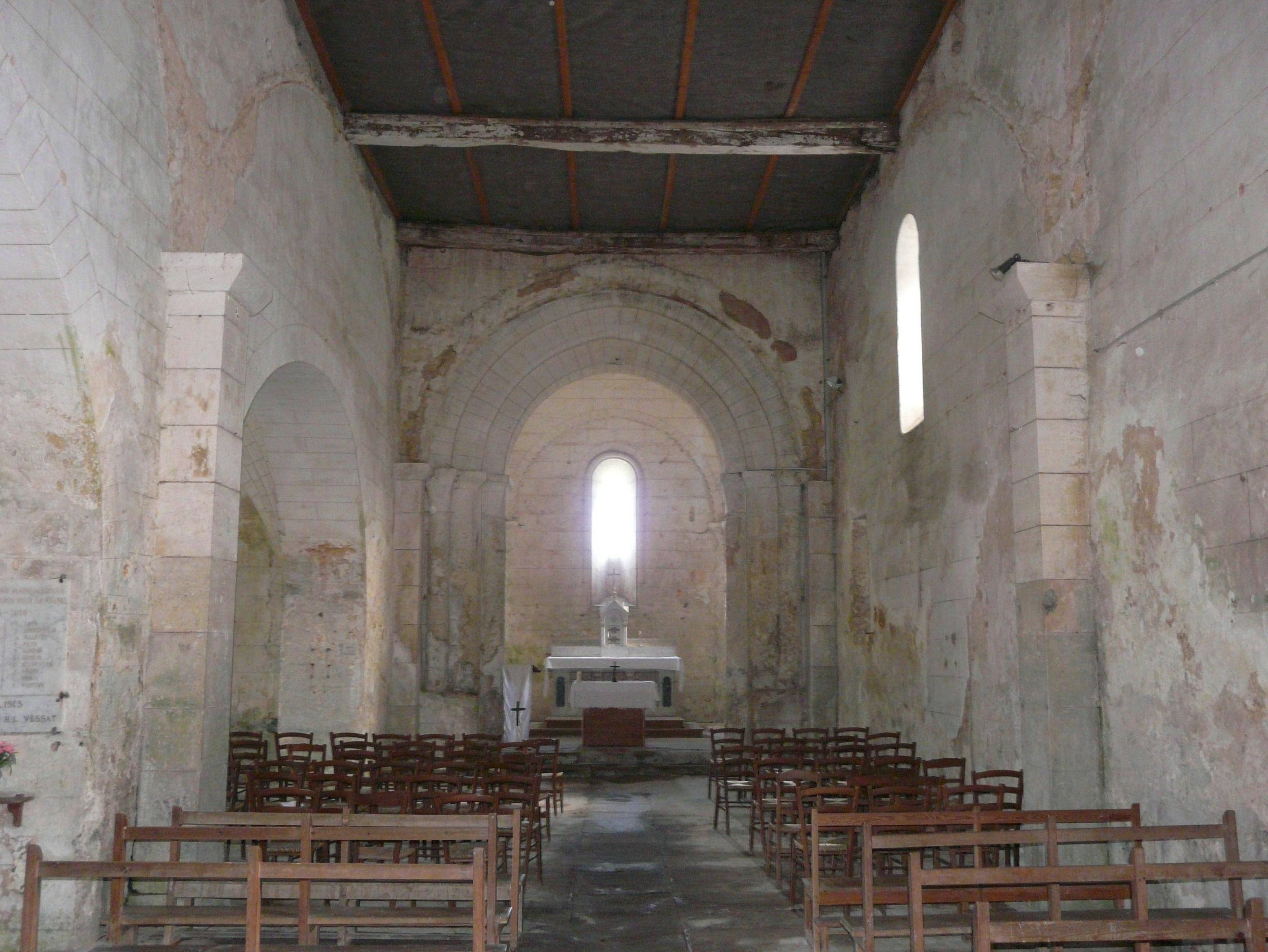
Интерьер церкви Успения Пресвятой Богородицы
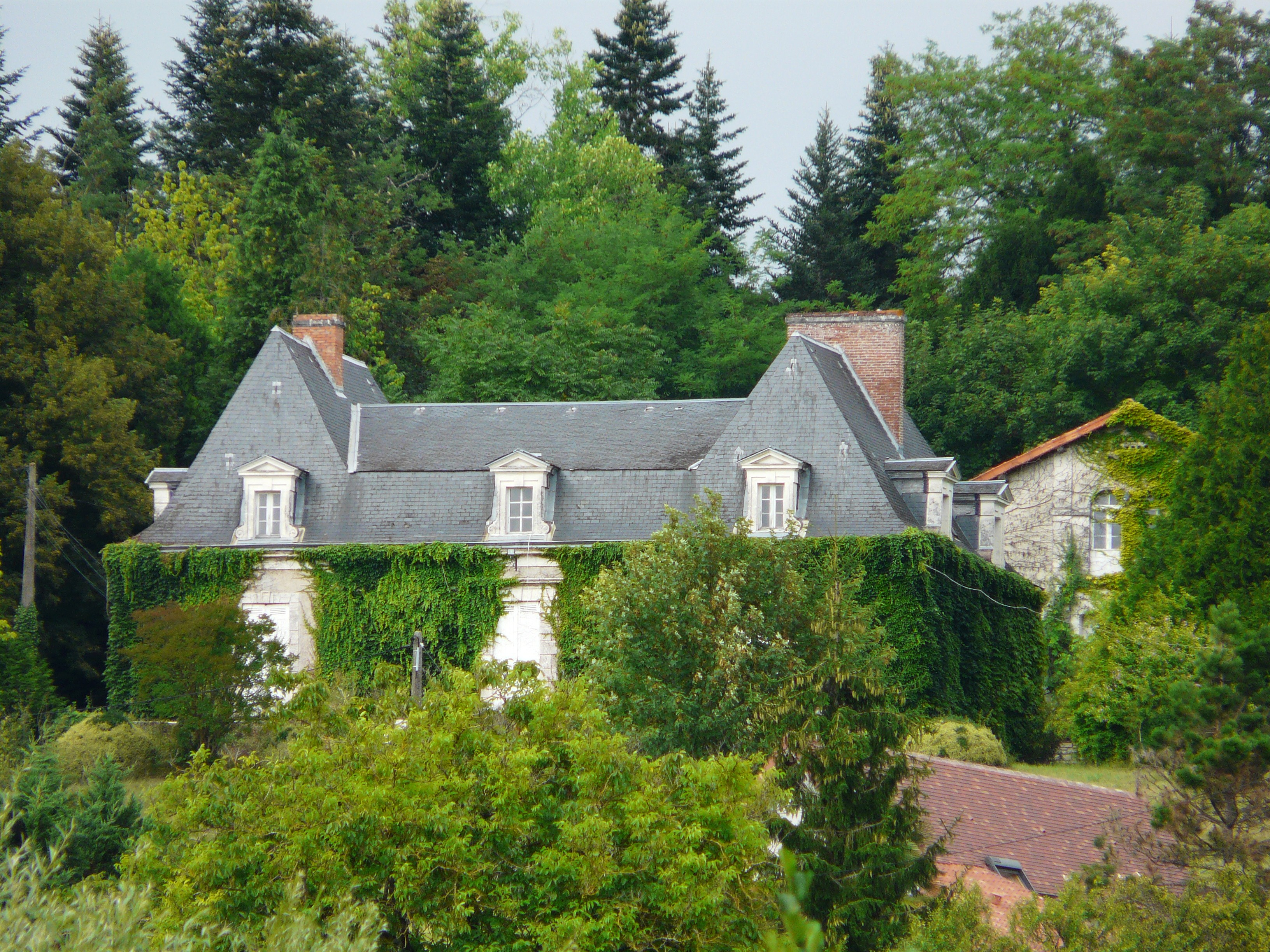
Замок Роланди
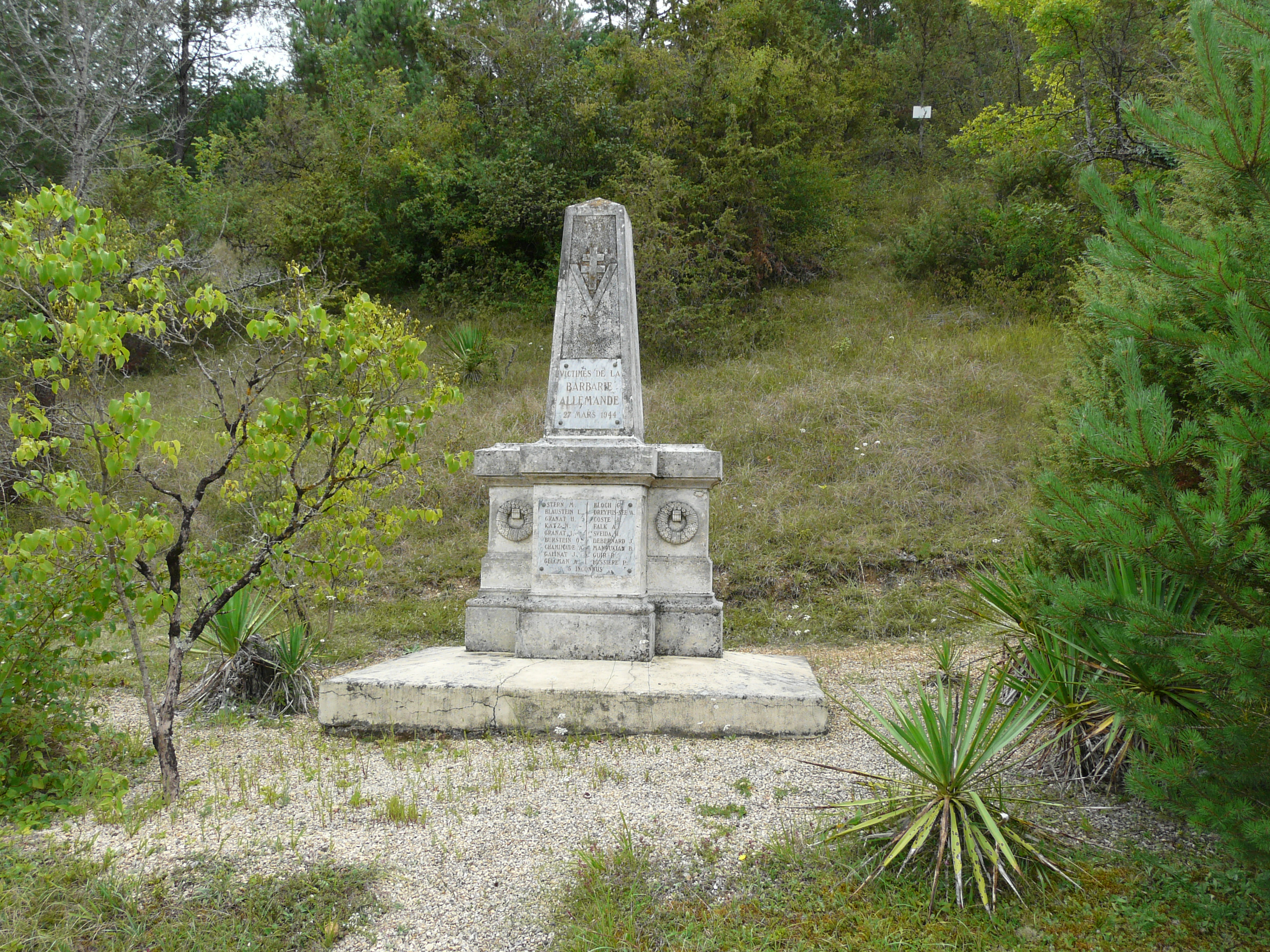
Военный мемориал
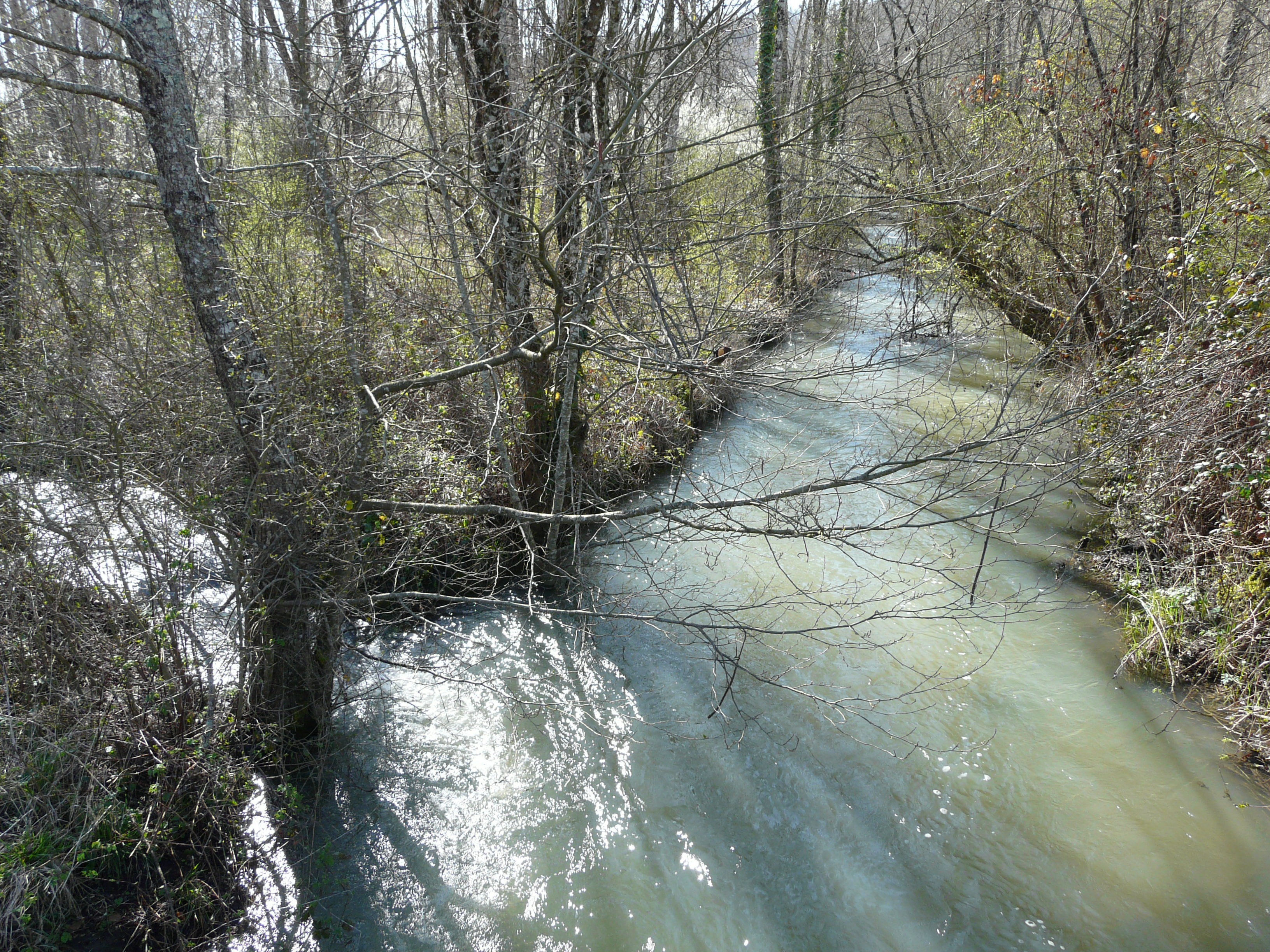
Река Мануар